# Roy Estrada

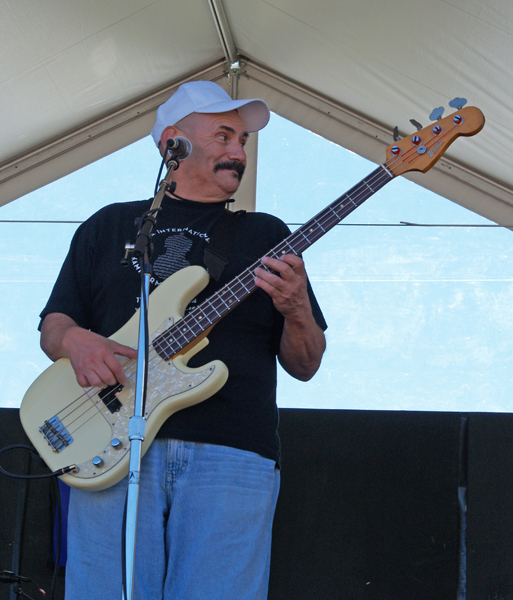
Estrada im Juli 2006

Roy Estrada (* 17. April 1943 in Santa Ana, Kalifornien) ist ein US-amerikanischer ehemaliger Rocksänger und -Bassist, der als Mitglied der Band The Mothers of Invention bekannt wurde. 2012 trat er eine wegen fortgesetzten Kindesmissbrauchs verhängte 25-jährige Haftstrafe an.

## Karriere
Zusammen mit Jimmy Carl Black gründete Estrada im Jahr 1964 die Gruppe „Soul Giants“. 1965 stieß Frank Zappa zu der Gruppe, die nach mehreren Umbenennungen schließlich als The Mothers of Invention bekannt wurde. Mit dieser spielte er insgesamt acht Alben ein und wirkte darüber hinaus an einem Zappa-Soloalbum mit. Außerdem war er an den von Zappa produzierten Alben Permanent Damage der Groupie-Band GTO’s und Trout Mask Replica von Captain Beefheart & His Magic Band beteiligt.
1969 verließ er zusammen mit Lowell George die Mothers, um Little Feat zu gründen. Estrada spielte nur auf den ersten beiden Alben mit und verließ die Gruppe 1972. Kurzzeitig wurde er Mitglied von Beefhearts Magic Band, die er von der früheren Zusammenarbeit kannte. Außerdem ist Estradas Bassspiel unter anderem auf Discover America von Van Dyke Parks, Mudlark von Leo Kottke sowie Ry Cooders Debütalbum zu hören. 1975 und 1976 war er erneut mit den Mothers auf Tournee und spielte mit Zappa dessen Album Zoot Allures ein. Zwischen 1981 und 1984 war er an sechs weiteren Zappa-Alben beteiligt.
Seit dem Jahr 2000 spielte Estrada in der Gruppe The Grandmothers unter anderem mit den früheren Zappa-Musikern Don Preston und Napoleon Murphy Brock.
2003 erschien Estradas Solo-Debütalbum Hamburger Midnight auf dem Plattenlabel Inkanish Records, auf dem er ein weiteres Mal mit Jimmy Carl Black zusammenarbeitete.

## Sexualstraftäter
Im Februar 2012 wurde der zu diesem Zeitpunkt 68 Jahre alte Estrada von einem Gericht in Texas wegen über längere Zeit andauernden sexuellen Missbrauchs einer unter 14-jährigen Familienangehörigen zu einer 25-jährigen Haftstrafe verurteilt. Das Urteil war Ergebnis einer Verständigung (Plea bargain) zwischen Staatsanwaltschaft und Verteidigung und schließt nach Angaben der Staatsanwaltschaft eine vorzeitige Haftentlassung zur Bewährung (Parole) aus.
Die dem Urteil zugrunde liegenden Taten hatte Estrada begangen, nachdem er in Kalifornien aus dem Gefängnis entlassen worden war, wo er wegen Unzucht mit Kindern in einem anderen Fall bereits 1994 zu sechs Jahren Haft verurteilt worden war.